# DFP-Music
DFP-Music International war ein Schweizer Musiklabel das von 1985 bis 2006 existierte und dann an eine unbekannte Major Company verkauft wurde. Etwas später verschwand der Name bis auf einige Produkte vom Markt. Seit einiger Zeit ist der Markenname wieder im Besitz des Firmengründers.

## Geschichte
Gegründet wurde das Label im Jahr 1985 vom Schweizer Reto Winter, damals unter dem Namen Dancefloor Productions. Anfangs wurden ausschließlich Produkte aus dem Dance-Bereich veröffentlicht. Später wurden vermehrt Rock- und Pop-Produkte lanciert – vorwiegend waren dies Schweizer Interpreten. Der Name wurde durch diese Richtungsänderung geändert in das Kürzel DFP-Music. Ab 1996 wurden viele internationale Interpreten produziert. Bekannt waren die Best-Of-Serien verschiedener Stars der 1980er Jahre, die somit wieder den Fans auf CD zugänglich gemacht wurden. In den Handel gelangte der DFP-Katalog weltweit durch Vertriebskanäle wie POOL Musikvertrieb, Eurostar Vertrieb, Voices Music, Musikvertrieb AG, BMG, Sony Music, H’Art und andere.

## Wichtige Interpreten (Auswahl)
- A Flock of Seagulls
- Al Fred & The Acid Soul Connection
- Andy Trinkler
- Bunny Rugs (Third World)
- Blown Mad (now Spencer)
- Bronski Beat
- Claudio Baglioni
- Dollface
- Draven
- Eric Burdon
- Ellis, Beggs & Howard
- Fiordaliso
- Francesco De Gregori
- George Kranz
- Gianni Morandi
- Harald Schmidt
- Insane
- Jezebel
- Kajagoogoo
- Kim Waters
- Leningrad Cowboys
- Mark King
- Mash
- Matt Bianco
- Megaforce
- Michael Gregory
- Miko Mission
- Nada
- Nick Beggs
- Nino D’Angelo
- Level 42
- Paolo Conte
- Poison Ivvy
- Rita Pavone
- Renato Zero
- Sabrina
- Sarah Briguet (Miss Schweiz 1994)
- Stairway
- The Fog (now Stoneman)
- Vasco Rossi